# Eclassan
Eclassan é uma comuna francesa na região administrativa de Auvérnia-Ródano-Alpes, no departamento de Ardèche. Estende-se por uma área de 15,93 km². Em 2010 a comuna tinha 1 067 habitantes (densidade: 67 hab./km²).